# Thưa ngài, ngài là một góa phụ!
Pane, vy jste vdova! (Thưa ngài, ngài là một góa phụ!) là một phim hài khoa học viễn tưởng Tiệp Khắc năm 1971 của đạo diễn Václav Vorlíček.